# 영녕 (후한)
영녕(永寧)은 중국 후한(後漢) 안제(安帝)의 세 번째 연호이다. 120년 4월에서 121년 6월까지 1년 3개월 동안 사용하였다.

## 개원
원초(元初) 7년 4월 11일(120년 5월 25일)에 연호를 영녕(永寧)으로 개원함.

## 연대대조표
| 영녕                | 원년       | 2년        |
| 서력                | 120년      | 121년      |
| 육십간지 (六十干支) | 경신(庚申) | 신유(辛酉) |

## 같이 보기
- 다른 왕조의 같은 연호
  - 서진(西晉) 영녕(301년 ~ 302년)
  - 후조(後趙) 영녕(350년 ~ 351년)

- 중국의 연호